# Breda Kalef Simonović
Breda Kalef Simonović   (Belgrad, 7 de desembre de 1930 - Belgrad, 13 de febrer de 2023) va ser un mezzosoprano sèrbia. Va assolir l'àpex de la seva carrera entre els anys seixanta i noranta, en un període encara conegut com l'època daurada de l'Òpera de Belgrad.
Va néixer en una família de comerciants jueus a Belgrad. Ella i la seva germana, Matilda, foren les úniques supervivents de l'Holocaust.
La temporada 1962-1963 va actuar a Eugeni Onegin al Gran Teatre del Liceu.